# Gezicht op een stad aan een rivier
Gezicht op een stad aan een rivier is een schilderij toegeschreven aan de Zuid-Nederlandse schilder Jan Brueghel de Oude in het Rijksmuseum in Amsterdam.

## Voorstelling
Het stelt een stad voor aan een rivier. Links aan de kade zijn een groot aantal vissersschepen of heudes afgemeerd. Op het water worden personen en dieren met veerboten overgezet. In het verschiet is de open zee te zien met enkele zeilschepen. In het verleden werd het werk gezien als pendant van Gezicht op een dorp aan een rivier van Jan Brueghel de Oude.

## Toeschrijving en datering
Het atelier van Brueghel de Oude produceerde talloze van dit soort kleine landschapjes die bestemd waren voor de vrije markt. Al deze schilderijtjes zijn variaties op een klein aantal voorbeelden. Waarschijnlijk echter is dit werk niet geschilderd door Brueghel de Oude, maar door zijn zoon, Jan Brueghel de Jonge. Zijn manier van schilderen is losser dan die van zijn vader en kenmerkt zich door hard omlijnde figuren.

## Herkomst
Het werk wordt voor het eerst gesignaleerd samen met Gezicht op een dorp aan een rivier op een anonieme verkoping (inbrenger Cornelis Ploos van Amstel) op 9 april 1783 bij veilinghuis Philippus van der Schley in Amsterdam. Beide werken werden toen voor 300 gulden gekocht door de Rotterdamse verzamelaar Gerrit van der Pot.
Het werd op 6 juni 1808 eveneens samen met de pendant als één lot aangeboden op de boedelveiling van Van der Pot in Rotterdam. Dit lot werd toen voor 180 gulden gekocht door J.J. de Wit voor het Koninklijk Museum, de voorloper van het Rijksmuseum Amsterdam.